# 沖縄県道125号線
沖縄県道125号線（おきなわけんどう125ごうせん）は沖縄県名護市屋我地島の饒平名と済井出とを結ぶ一般県道。

## 概要

### 区間
- 起点：名護市字饒平名（沖縄県道110号線）
- 終点：名護市字済井出（国立療養所沖縄愛楽園）
- 総延長：2.2km
- 実延長：1.55km

### 通過自治体
- 名護市（屋我地島）

### 交差する道路
- 沖縄県道110号線（起点・名護市済井出、バイパスも含む）

### 重複路線
- 沖縄県道110号線（名護市済井出）

### 主要施設
- 国立療養所沖縄愛楽園（終点）

### 路線バス
72番・屋我地線（琉球バス交通・沖縄バス）が済井出 - 饒平名間を通っている。

## 歴史・特徴
- 1953年（昭和28年）に琉球政府道愛楽園線として指定。1958年（昭和33年）に政府道125号線となり、1972年（昭和47年）の本土復帰と同時に県道125号線となる。
- 県道110号が屋我地島一周道路（縦断道路）なのに対し、この125号は横断道路の役割を果たしており、また終点の沖縄愛楽園への重要な道路となっている。